# فیروزه جمعه‌نیازوا
فیروزه جمعه‌نیازوا (به ازبکی: Fezuza J Jomaniyozova), خواننده اهل کشور ازبکستان است. او در سال ۱۹۸۴ در خوارزم، ازبکستان به دنیا آمد.
اکثر ترانه‌هایش به زبان ازبکی است، اما ترانه‌هایی هم به زبان‌های فارسی‌تاجیکی خوانده‌است.